# Challenger de Granby
El Challenger Banque Nationale de Granby es un torneo de tenis de la categoría Challenger que se disputa en la ciudad de Granby, Canadá desde el año 1993. Se juega en superficie dura.

## Finales

### Individuales
| Lugar      | Año  | Campeón                                        | Finalista                                      | Resultado                                      |
| Granby     |      |                                                |                                                |                                                |
| ---------- | ---- | ---------------------------------------------- | ---------------------------------------------- | ---------------------------------------------- |
| Granby     | 2022 | Gabriel Diallo                                 | Shang Juncheng                                 | 7–5, 7–65                                      |
| Granby     | 2021 | Torneo cancelado debido a la pandemia COVID-19 | Torneo cancelado debido a la pandemia COVID-19 | Torneo cancelado debido a la pandemia COVID-19 |
| Granby     | 2020 | Torneo cancelado debido a la pandemia COVID-19 | Torneo cancelado debido a la pandemia COVID-19 | Torneo cancelado debido a la pandemia COVID-19 |
| Granby     | 2019 | Ernesto Escobedo                               | Yasutaka Uchiyama                              | 7–65, 6–4                                      |
| Granby     | 2018 | Peter Polansky                                 | Ugo Humbert                                    | 6–4, 1–6, 6–2                                  |
| Granby     | 2017 | Blaž Kavčič                                    | Peter Polansky                                 | 6–3, 2–6, 7–5                                  |
| Granby     | 2016 | Frances Tiafoe                                 | Marcelo Arévalo                                | 6–1, 6–1                                       |
| Granby     | 2015 | Vincent Millot                                 | Philip Bester                                  | 6–4, 6–4                                       |
| Granby     | 2014 | Hiroki Moriya                                  | Fabrice Martin                                 | 7-5, 6-74, 6-3                                 |
| Granby     | 2013 | Frank Dancevic                                 | Lukas Lacko                                    | 6-4, 6-77, 6-3                                 |
| Granby     | 2012 | Vasek Pospisil                                 | Igor Sijsling                                  | 7–6(2), 6–4                                    |
| Granby     | 2011 | Édouard Roger-Vasselin                         | Matthias Bachinger                             | 7–6(9), 4–6, 6–1                               |
| Granby     | 2010 | Tobias Kamke                                   | Milos Raonic                                   | 6–3, 7–6(4)                                    |
| Granby     | 2009 | Xavier Malisse                                 | Kevin Anderson                                 | 6–4, 6–4                                       |
| Granby     | 2008 | Alex Bogdanovic                                | Danai Udomchoke                                | 7–6(14), 3–6, 7–6(6)                           |
| Granby     | 2007 | Takao Suzuki                                   | Lu Yen-hsun                                    | 6–4, 6–4                                       |
| Granby     | 2006 | Frank Dancevic                                 | Tobias Clemens                                 | 6–7(2), 7–6(6), 6–3                            |
| Granby     | 2005 | Danai Udomchoke                                | Grégory Carraz                                 | 7–6(6), 2–6, 7–6(2)                            |
| Granby     | 2004 | Michael Russell                                | Davide Sanguinetti                             | 6–3, 6–2                                       |
| Granby     | 2003 | Frank Dancevic                                 | Eric Taino                                     | 7–6(10), 6–1                                   |
| Granby     | 2002 | Peter Luczak                                   | Alex Bogomolov, Jr.                            | 6–3, 7–6(6)                                    |
| Granby     | 2001 | Axel Pretzsch                                  | Jeff Morrison                                  | 6–7(5), 6–3, 6–4                               |
| Granby     | 2000 | Takao Suzuki                                   | Cecil Mamiit                                   | 6–4, 6–3                                       |
| Granby     | 1999 | Petr Kralert                                   | Mark Knowles                                   | 6–4, 6–7, 7–6                                  |
| Granby     | 1998 | Takao Suzuki                                   | David Caldwell                                 | 7–6, 6–3                                       |
| Granby     | 1997 | Wayne Black                                    | Cristiano Caratti                              | 6–1, 6–2                                       |
| Granby     | 1996 | No se disputó                                  | No se disputó                                  | No se disputó                                  |
| Granby     | 1995 | Robbie Weiss                                   | Sargis Sargsian                                | 6–2, 6–2                                       |
| Montebello | 1994 | Sébastien Lareau                               | Patrick Baur                                   | 7–6, 6–1                                       |
| Montebello | 1993 | Cristiano Caratti                              | Steve Bryan                                    | 4–6, 7–5, 6–3                                  |

### Dobles
| Lugar      | Año  | Campeones                                      | Finalistas                                     | Resultado en la final                          |
| Granby     |      |                                                |                                                |                                                |
| ---------- | ---- | ---------------------------------------------- | ---------------------------------------------- | ---------------------------------------------- |
| Granby     | 2022 | Julian Cash Henry Patten                       | Jonathan Eysseric Artem Sitak                  | 6–3, 6–2                                       |
| Granby     | 2021 | Torneo cancelado debido a la pandemia COVID-19 | Torneo cancelado debido a la pandemia COVID-19 | Torneo cancelado debido a la pandemia COVID-19 |
| Granby     | 2020 | Torneo cancelado debido a la pandemia COVID-19 | Torneo cancelado debido a la pandemia COVID-19 | Torneo cancelado debido a la pandemia COVID-19 |
| Granby     | 2019 | André Göransson Sem Verbeek                    | Li Zhe Hugo Nys                                | 6–2, 6–4                                       |
| Granby     | 2018 | Alex Lawson Li Zhe                             | JC Aragone Liam Broady                         | 7–62, 6–3                                      |
| Granby     | 2017 | Joe Salisbury Jackson Withrow                  | Marcel Felder Go Soeda                         | 4–6, 6–3, 10–6                                 |
| Granby     | 2016 | Guilherme Clezar Alejandro González            | Saketh Myneni Sanam Singh                      | 3–6, 6–1, 12–10                                |
| Granby     | 2015 | Philip Bester Peter Polansky                   | Enzo Couacaud Luke Saville                     | 6-75, 7-62, 10-7                               |
| Granby     | 2014 | Marcus Daniell Artem Sitak                     | Jordan Kerr Fabrice Martin                     | 7-65, 5-7, 10-5                                |
| Granby     | 2013 | Erik Chvojka Peter Polansky                    | Adam El Mihdawy Ante Pavić                     | 6-4, 6-3                                       |
| Granby     | 2012 | Philip Bester Vasek Pospisil                   | Yuichi Ito Takuto Niki                         | 6–1, 6–2                                       |
| Granby     | 2011 | Karol Beck Édouard Roger-Vasselin              | Matthias Bachinger Frank Moser                 | 6–1, 6–3                                       |
| Granby     | 2010 | Frederik Nielsen Joseph Sirianni               | Sanchai Ratiwatana Sonchat Ratiwatana          | 4–6, 6–4, [10–6]                               |
| Granby     | 2009 | Colin Fleming Ken Skupski                      | Amir Hadad Harel Levy                          | 6–3, 7–6(6)                                    |
| Granby     | 2008 | Philip Bester Peter Polansky                   | Alberto Francis Nicholas Monroe                | 2–6, 6–1, 10–5                                 |
| Granby     | 2007 | Sanchai Ratiwatana Sonchat Ratiwatana          | Satoshi Iwabuchi Philip Stolt                  | 6–2, 7–6(4)                                    |
| Granby     | 2006 | Alessandro Gravina Gary Lugassy                | Lu Yen-hsun Frank Moser                        | 6–2, 7–6(2)                                    |
| Granby     | 2005 | Johan Landsberg Lu Yen-hsun                    | Philip Bester Frank Dancevic                   | 4–6, 7–6(5), 7–5                               |
| Granby     | 2004 | Brian Baker Frank Dancevic                     | Harel Levy Davide Sanguinetti                  | 6–2, 7–6(5)                                    |
| Granby     | 2003 | Lu Yen-hsun Danai Udomchoke                    | Josh Goffi Ryan Sachire                        | 6–7(4), 6–4, 7–6(0)                            |
| Granby     | 2002 | Noam Behr Michael Joyce                        | Thomas Dupre Simon Larose                      | 6–0, 6–3                                       |
| Granby     | 2001 | Bobby Kokavec Jeff Morrison                    | Brandon Hawk Robert Kendrick                   | 6–4, 6–4                                       |
| Granby     | 2000 | Hyung-taik Lee Yong-il Yoon                    | Frédéric Niemeyer Jerry Turek                  | 7–6(3), 6–3                                    |
| Granby     | 1999 | Kevin Kim Jimy Szymanski                       | Harel Levy Lior Mor                            | 4–6, 6–1, 6–4                                  |
| Granby     | 1998 | Gouichi Motomura Takao Suzuki                  | Bobby Kokavec Frédéric Niemeyer                | 7–6, 6–1                                       |
| Granby     | 1997 | Grant Doyle Mark Merklein                      | Eyal Erlich Lorenzo Manta                      | 7–5, 6–3                                       |
| Granby     | 1996 | No se disputó                                  | No se disputó                                  | No se disputó                                  |
| Granby     | 1995 | Brian MacPhie Sandon Stolle                    | Mark Knowles Daniel Nestor                     | walkover                                       |
| Montebello | 1994 | Sébastien Lareau Sébastien Leblanc             | Sergio Gómez-Barrio Brian Gyetko               | 6–2, 6–3                                       |
| Montebello | 1993 | David DiLucia Doug Flach                       | Lan Bale Maurice Ruah                          | 6–3, 6–2                                       |